# Johan Bernhard Hjort
Johan Bernhard Hjort (Oslo, 25 februari 1895 - aldaar, 23 februari 1969) was een Noorse jurist en politicus. Hij richtte samen met Vidkun Quisling de Nasjonal Samling op. In 1937 verliet hij de partij. Na de Duitse inval in Noorwegen zocht hij aanvankelijk naar wegen om samen te werken met de bezetter, maar werd gearresteerd nadat hij het Duitse handelen in strijd met het internationaal recht noemde. Heinrich Himmler liet hem vrij op voorwaarde dat hij tot het einde van de oorlog met zijn gezin in Duitsland bleef. Daar zette het gezin zich in voor Noorse gevangenen. Na de oorlog pakte Hjort zijn advocatenpraktijk weer op en genoot onder andere bekendheid als bepleitbezorger voor de rechten van homoseksuelen.

## Levensloop

### Vroege jaren
Hjorts ouders waren de bioloog Johan Hjort en Wanda Maria von der Marwitz. Zijn moeder behoorde tot de Pruissische adel. Zijn ouders gingen uit elkaar toen hij een tiener was. De kinderen verhuisden met hun moeder mee vanuit Bergen naar Bestum.
Zijn beide zussen Astrid en Wanda trouwden met twee Duitse broers, Rüdiger en Georg Conrad von der Goltz. Rüdiger was vanaf 1936 namens de NSDAP lid van de Rijksdag en een neef van predikant Dietrich Bonhoeffer. Hun schoonvader was de generaal Rüdiger von der Goltz, die kort na de Eerste Wereldoorlog het Vrije Korps in de Baltische staten leidde.

### Aan de slag als jurist
Zelf studeerde Hjort rechten. In 1919 rondde hij zijn studie af. Hij kwam daarna in dienst van een van de belangrijkste advocatenkantoren in Noorwegen. Vervolgens werd hij juridisch adviseur van de Noorse Stadsvereniging. In die rol verwierf hij veel kennis over de slechte financiële positie van de landelijke overheid en veel gemeenten. In 1927 sloot hij zich aan bij de Vaderslandsliga, een conservatieve Noorse organisatie die tegenwicht wilde bieden tegen het oprukkende socialisme. Hjort vond dat dat er geen regeringsmacht moest worden gegeven aan revolutionaire partijen, zelfs niet als ze de verkiezingen wonnen. In diezelfde periode werd hij namens Høyre gekozen in de gemeenteraad van Aker.

### Nasjonal Samling

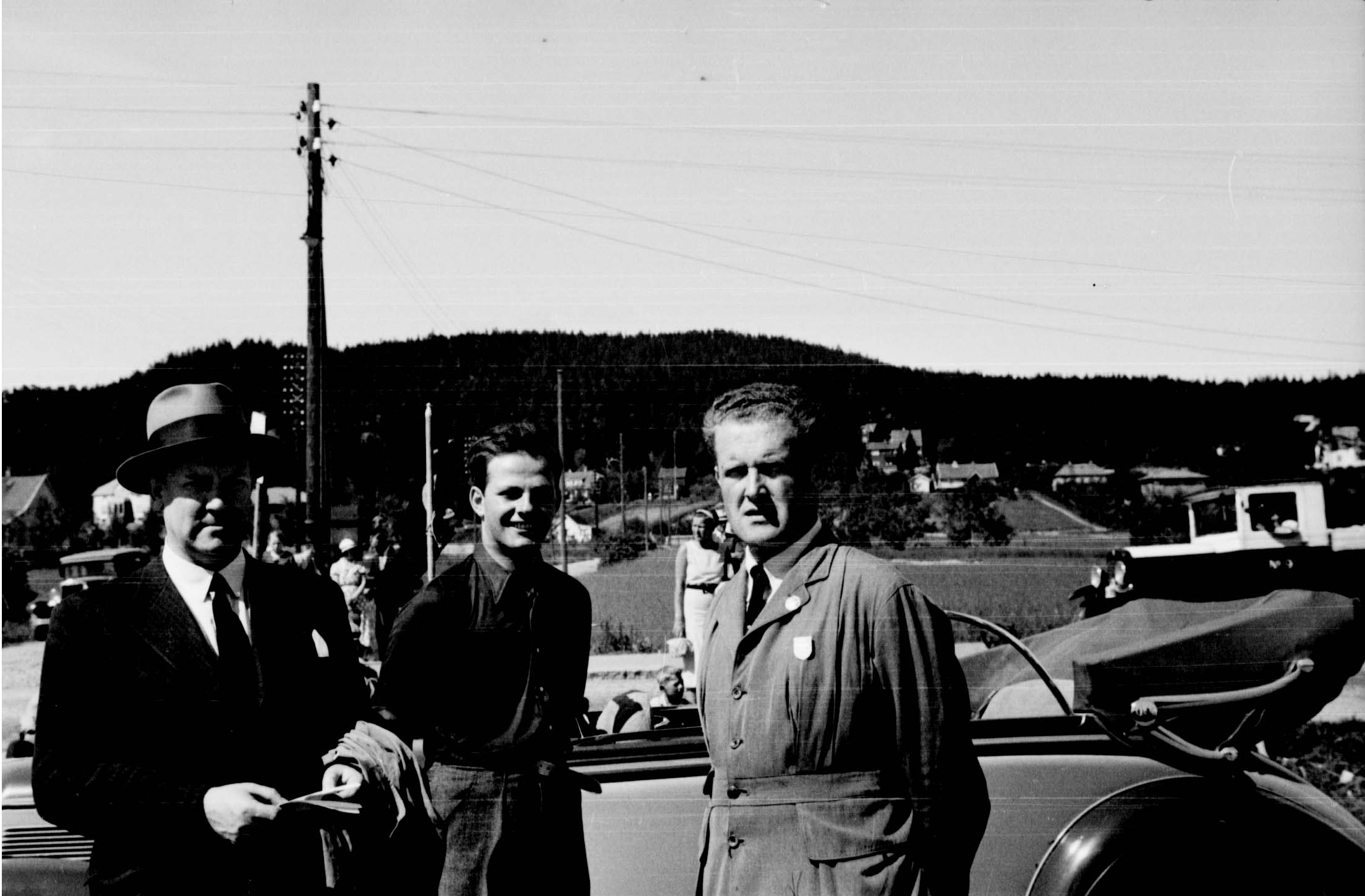
Hjort (rechts) samen met Vidkun Quisling (circa 1936).

Intussen liet de Grote Depressie ook in Noorwegen haar sporen achter. Hjort was niet de spreken over de manier waarop de regering de crisis aanpakte. Via Frederik Prytz kwam hij in contact met Vidkun Qusling die in 1932 minister van Landbouw werd. Net als Hjort was Quisling fel gekant tegen de sociaaldemocratische en communistische partijen in het parlement. Hjort stelde een plan op voor een staatsgreep waarna het parlement zou worden afgeschaft. Quisling zou naar voren worden geschoven als nieuwe leider. Het plan kon op te weinig steun rekenen van aanhangers, waaronder de voormalige premier Jens Bratlie, waardoor het geen doorgang vond.
Na de val van de regering van Jens Hundseid probeerde Hjort een brede beweging te vormen met onder andere de Vaderlandsliga, de Boerenpartij. Toen dat op niets uitliep vormde Hjort samen met Quisling een nieuwe partij onder de naam Nasjonal Samling. De hoge verwachtingen werden echter niet waargemaakt. De partij behaalde tweeëneenhalf procent van de stemmen, maar doordat Noorwegen een districtenstelsel kent geen enkele zetel. De eerste scheurtjes in de samenwerking tussen Hjort en Quisling ontstonden in die tijd. Hjort had moeite met Quislings leidinggevende stijl en gebrek aan organisatorisch vermogen.
Binnen de Nasjonal Samling gaf Hjort leiding aan Herden, de paramilitaire afdeling van de partij, gemodelleerd naar het voorbeeld van de SA. In de zomer van 1936 reisde hij naar Duitsland op zoek naar financiële steun voor de partij. Waarschijnlijk met hulp van zijn Duitse zwagers ontmoette hij Heinrich Himmler, hoewel hem dit geen financiële steun opleverde. Terug in Noorwegen brak Herden in in het huis van Leonid Trotski, die in Noorwegen een veilig heenkomen had gevonden. Ze namen een aantal documenten mee die Hjort aan de politie overhandigde. De commotie die ontstond leidde tot het vertrek van Trotski uit Noorwegen.
De parlementsverkiezingen van 1936 verliepen nog slechter voor de Nasjonal Samling dan drie jaar eerder. De interne onvrede nam toe. Dit liep uit tot een conflict, waardoor Hjort met een vijftigtal anderen de partij verliet. Tot aan de Tweede Wereldoorlog kwakkelde de partij verder. Ook met Hjort zelf ging het niet goed. Hij had samen met Harald Nørregaard een advocatenpraktijk, maar door alle tijd die hij aan Nasjonal Samling had besteed, stond hij er financieel niet goed voor. De Kristallnacht van 9 november 1938 kwam voor hem als een schok, hoewel hij zelf eerder instemmend had gereageerd op de Rassenwetten van Neurenberg. In september 1939 brak de Tweede Wereldoorlog uit, gevolgd door de Winteroorlog in november van dat jaar waarbij de Sovjet-Unie Finland aanviel. Duitsland had een niet-aanvalsverdrag gesloten met de Sovjets en bleef buiten het conflict. Dit was voor Hjort een harde klap. Verschillende van zijn vrienden, alsook zijn vader, reisden als vrijwilliger naar Finland. Hjort wilde zijn leven beëindigen, maar zag daar van af voor zijn gezin.

### Duitse inval in Noorwegen
Duitsland viel Noorwegen op 9 april 1940 binnen. Hjort was dienstplichtig en meldde zich aan, maar kreeg te horen dat hij moest wachten. In de avond van 9 april 1940 hoorde hij zijn voormalige wapenbroeder Vidkun Quisling op de radio aankondigen dat hij het de macht had overgenomen en de mobilisatie herriep. Hjort zocht contact met andere pro-Duitse Noren zoals Victor Mogens en Per Imerslund, om de Duitsers ertoe te bewegen Quisling niet te steunen.
In de eerste periode van de Duitse bezetting was Hjorts insteek om het beste ervan te maken onder de gegeven omstandigheden. Hjort was daarvoor de aangewezen persoon met zijn achtergrond als gerespecteerd advocaat die bovendien goed Duits sprak. Zo wist hij eind mei 1940 elfduizend Noorse krijgsgevangenen vrij te krijgen. Hij kreeg na de oorlog wel kritiek omdat zij hun erewoord moesten geven om geen verzetswerk te verrichten tegen Duitsland.
In de zomer van 1940 probeerde Hjort de grootste partijen bij elkaar te krijgen om samen te werken in de voorlopige regeringen. Dit plan vond geen doorgang toen Reichskommisar Josef Terboven op 25 september 1940 besloot dat de Nasjonal Samling de enige toegestane partij was.

### In gevangenschap
Hjort besloot zich hierna te wijden aan de advocatuur. Hij bood onder andere juridische hulp aan Noren in Duitse gevangenschap. Zijn dochter Wanda zette hij in voor de smokkel van documenten in en uit de gevangenis. In januari 1941 nam de Noorse Advocatenvereniging onder druk een artikel op van Rudolf Schiedermair, juridisch adviseur van Terboven. Hjort nam de taak op zich een weerwoord te schrijven. Dat was diplomatiek van aard, maar Hjort concludeerde wel dat de Duitsers door hun optreden in Noorwegen het internationaal recht schonden.
De Duitsers lieten dit niet over hun kant gaan. Op 21 oktober 1941 volgde arrestatie. Hij zat aanvankelijk vast op Møllergata 19, het belangrijkste politiebureau van Oslo en daarna in het Noorse concentratiekamp Grini. Op 6 februari 1942 vertrok Hjort met het gevangenenschip Donau naar Duitsland, waar hij in de gevangenis op het Alexanderplatz in de hoofdstad terecht kwam. Zijn zwager Rüdiger zocht contact met Heinrich Himmler. De SS-chef besloot dat Hjort zou worden vrijgelaten, op voorwaarde dat zijn gezin in Duitsland bleef tot de oorlog voorbij was. Aanvankelijk zagen zijn vrouw en zes kinderen dat niet zitten, maar na zware Duitse druk gaven ze in oktober 1942 toe. Het gezin vestigde zich op het landgoed Gross Kreutz, twintig kilometer ten westen van Potsdam. Het landgoed was van Hjorts neef Bodo von der Marwitz.

### Inzet voor Noorse gevangenen
In Duitsland besloten de Hjorts het beste er van te maken. Dochter Wanda besloot in overleg met kapelaans van de Deense Zeemanskerk in Hamburg om Noorse gevangenen in Duitsland te bezoeken. De eerste die ze bezocht was de hoogleraar Didrik Arup Seip in Sachsenhausen. Seip werd vrijgelaten op dezelfde voorwaarden als Hjort. Hij kwam met zijn gezin op het landgoed Gross Kreutz wonen.
Wanda en de andere kinderen begonnen wekelijks Sachsenhausen te bezoeken en brieven door te geven van familie en vrienden. Door die contacten waren de Hjorts in staat om accurate lijsten aan te leggen van Noorse gevangenen, inclusief de belangrijke gevangenennummers. Deze lijsten werden doorgespeeld naar de Noorse regering in ballingschap en kwamen van pas toen het Zweedse Rode Kruis aan het einde van de oorlog alle Scandinavische gevangenen in de Duitse gebieden met Witte Bussen ophaalde. Naast bijna achtduizend Scandinavische gevangenen werden meer dan zevenduizend niet-Scandinaviërs opgehaald en naar Zweden overgebracht
Rond april 1945 waren bijna alle Noorse gevangenen weer op weg naar het vaderland. Hjort bleef samen met zijn zoon Helge achter op Gross Kreutz. Ze wilden Duitsland pas verlaten wanneer ook de laatste Noorse gevangenen vertrokken waren. Er waren op dat moment nog meer dan duizend Noorse officieren in Duitse krijgsgevangenschap. Het kamp waar ze zaten werd bevrijd door het Rode Leger. Zij wilden de officieren via Moermansk terug naar Noorwegen sturen. Hjort vond hen op tijd en zorgde dat ze rechtstreeks naar Noorwegen konden reizen. Begin juni 1945 arriveerde Hjort daar zelf ook.
Bij thuiskomst wachtte Hjort geen heldenontvangst. Ondanks zijn inzet voor de Noorse gevangenen, kon Hjort rekenen op scepsis bij veel Noren vanwege zijn verleden bij de Nasjonal Samling en zijn optreden in de eerste maanden van de oorlog. Tot 25 september 1940 kon zijn optreden worden uitgelegd als een poging een derde weg  te vinden in de verhouding met de Duitse bezetter (tussen twee tegenpolen met aan de ene kant Quisling en aan de andere kant de Noorse regering in ballingschap). Hjort werd niet veroordeeld, maar tegelijkertijd kwam hij ook nooit helemaal los van zijn verleden.

### Naoorlogse jaren

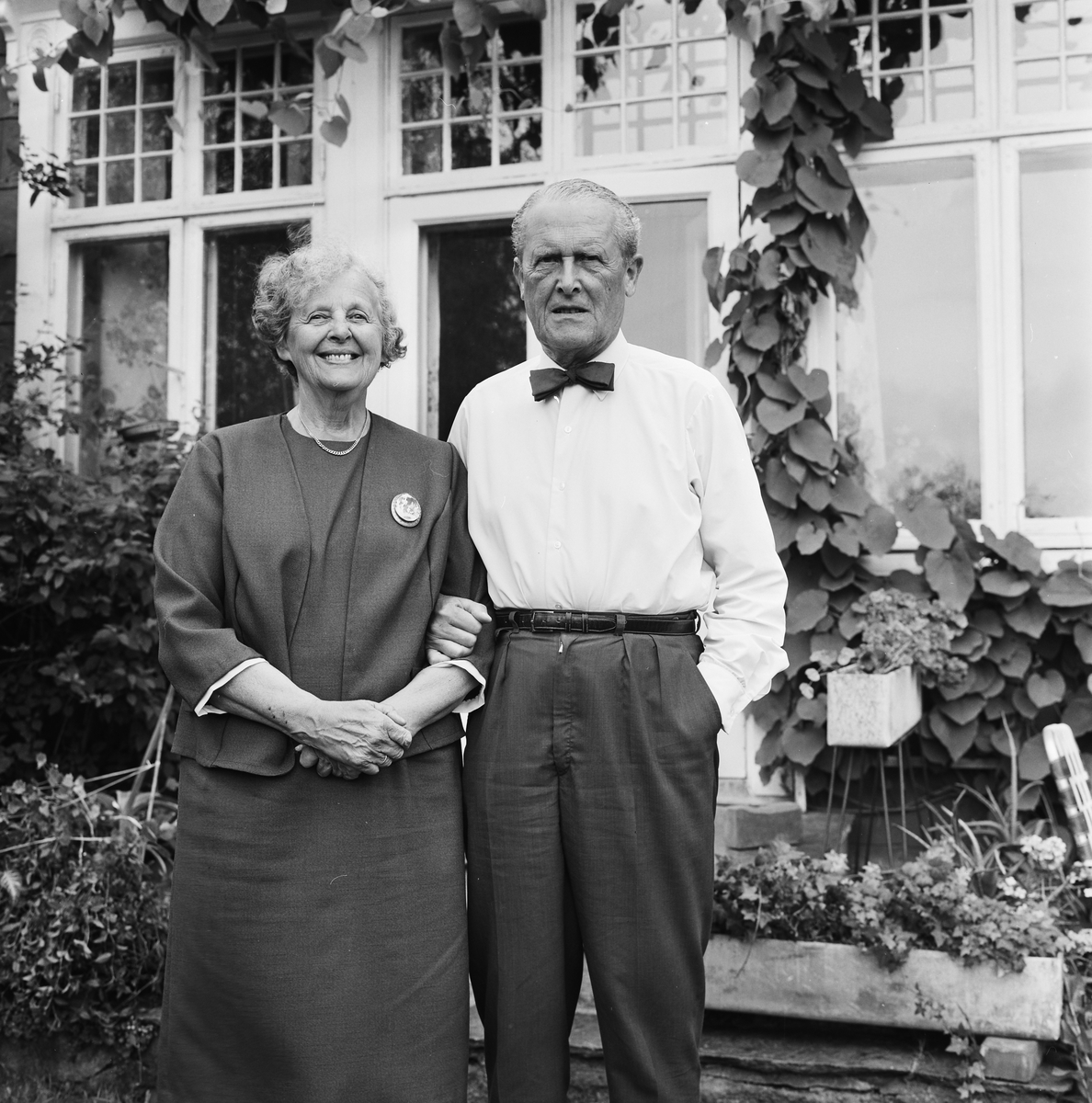
Hjort samen met zijn vrouw Anna Cathrine (1967).

Na de oorlog pakte Hjort zijn advocatenpraktijk weer op. Hij verdedigde een aantal al dan niet vermeende collaborateurs. Zo wist hij voor de bekende NS'er  Roald Dysthe na een aanvankelijke veroordeling tot zes jaar gevangenisstraf alsnog vrijspraak te krijgen. Hij kwam op voor homoseksuelen. Homoseksualiteit was in de jaren vijftig nog strafbaar in Noorwegen. Zijn bekendste zaak draaide rond de in beslagname van een boek van Agnar Mykle, omdat de inhoud als immoreel en obsceen beschouwd werd. Bij het Hooggerechtshof kreeg Hjort voor elkaar dat de confiscatie ongedaan werd gemaakt. Op politiek gebied was zijn denken sterk beïnvloed door de Universele Verklaring van de Rechten van de Mens. In zijn eigen leven probeerde hij dat waar te maken. Zo nam Hjort na de Hongaarse Opstand van 1956 twee Hongaarse vluchtelingen op in zijn huis. Ook sprak hij zich vaak uit tegen de Arbeiderspartij. Hij vond dat de partij "staatssocialisme bedreef dat het liberale erfgoed vernietigde". 
Hjort was een enthousiast schrijver. Hij schreef voor verschillende juridische tijdschriften, publiceerde een aantal boeken en vertaalde twee boeken van het Engels naar het Noors, waaronder Rudyard Kiplings Just So Stories. Hjort werd in 1961 benoemd tot voorzitter van de Riksmålforbundet. In 1966 rees de vraag of iemand met zijn verleden wel voorzitter kon zijn. Hjort stelde zijn positie ter beschikking en kreeg opnieuw het vertrouwen van de leden. 